# Phytomyza aconiti
Phytomyza aconiti är en tvåvingeart som beskrevs av Friedrich Georg Hendel 1920. Phytomyza aconiti ingår i släktet Phytomyza och familjen minerarflugor. Arten är reproducerande i Sverige. Inga underarter finns listade i Catalogue of Life.